# Agostodina shara
Agostodina shara är en kräftdjursart som beskrevs av Bruce 1994. Agostodina shara ingår i släktet Agostodina och familjen klotkräftor. Inga underarter finns listade i Catalogue of Life.